# Exsula punctigera
Exsula punctigera är en fjärilsart som beskrevs av Jordan 1912. Exsula punctigera ingår i släktet Exsula och familjen nattflyn. Inga underarter finns listade i Catalogue of Life.